# Rochester (Illinois)
Pour les articles homonymes, voir Rochester.
Le village de Rochester est situé dans le comté de Sangamon, dans l’État de l’Illinois, aux États-Unis. Sa population s’élevait à 3 689 habitants lors du recensement de 2010, estimée à 3 762 habitants en 2016.